# Клинтън (окръг, Айова)
Вижте пояснителната страница за други значения на Клинтън.
Окръг Клинтън (на английски: Clinton County) е окръг в щата Айова, Съединени американски щати. Площта му е 1800 квадратни километра, а населението – 46 429 души (по изчисления за юли 2019 г.). Административен център е град Клинтън.